# 李九红
李九红（1969年3月—），山西新绛人。中华人民共和国学者、政治人物，中国共产党党员。曾任陕西省杨凌示范区党工委副书记、管委会常务副主任，陕西省发展改革委员会党组副书记、副主任，陕西省商务厅党组书记、厅长，中国共产党铜川市委书记等职。现任陕西省人民政府副省长、党组成员。

## 生平

### 西安理工大学时期
李九红于1987年至1994年在西安理工大学攻读本科及硕士学位。曾任该校水电学院党委副书记、副院长，发展计划处处长等职。

### 转战地方
2006年3月，李九红到汉中市挂职，担任汉中市人民政府党组成员、市长助理，后又历任汉中市人民政府副市长、中共宁强县委书记，汉中经济开发区党工委书记，中共汉中市委常委、市委组织部部长、市人民政府常务副市长等职。

### 升任正厅级
2018年3月，李九红赴任杨凌示范区，出任行政级别为正厅级的示范区党工委副书记、管委会常务副主任。两年后的11月又改任陕西省发改委党组副书记、副主任。
2022年4月21日，李九红担任陕西省商务厅党组书记，并于同年5月5日经陕西省人民代表大会常务委员会表决通过，被任命为省商务厅厅长。
2022年8月4日，李九红再次履新，任中共铜川市委书记。后于翌年1月卸任陕西省商务厅厅长一职。

### 成为副部级官员
2025年1月9日，李九红经过陕西省人大常委会的表决，担任陕西省人民政府副省长，同年7月卸任中共铜川市委书记一职，由铜川市市长郝光耀接替。